# Joseph Sebrechts

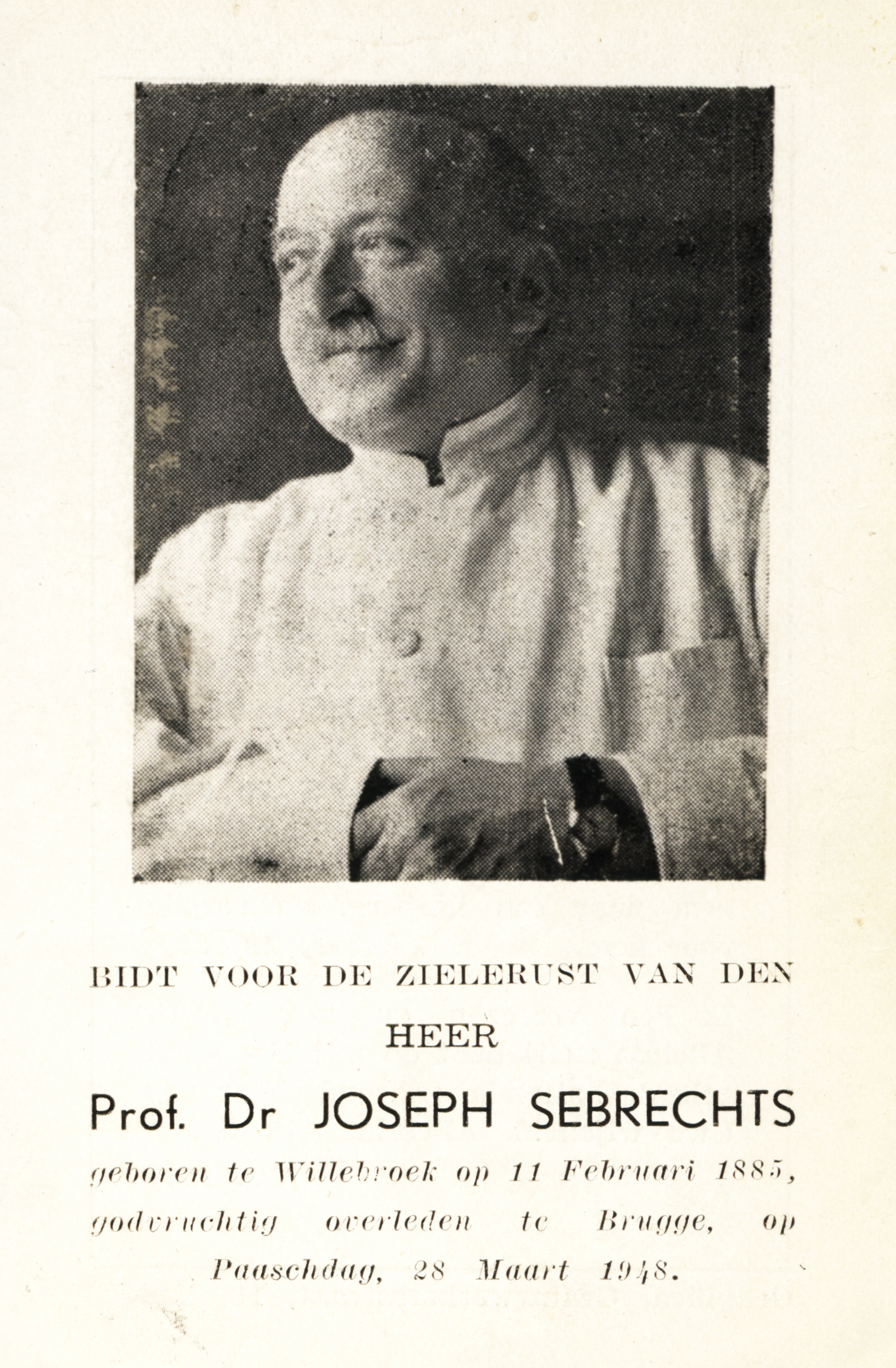
Bidprentje van Joseph Sebrechts, 1948

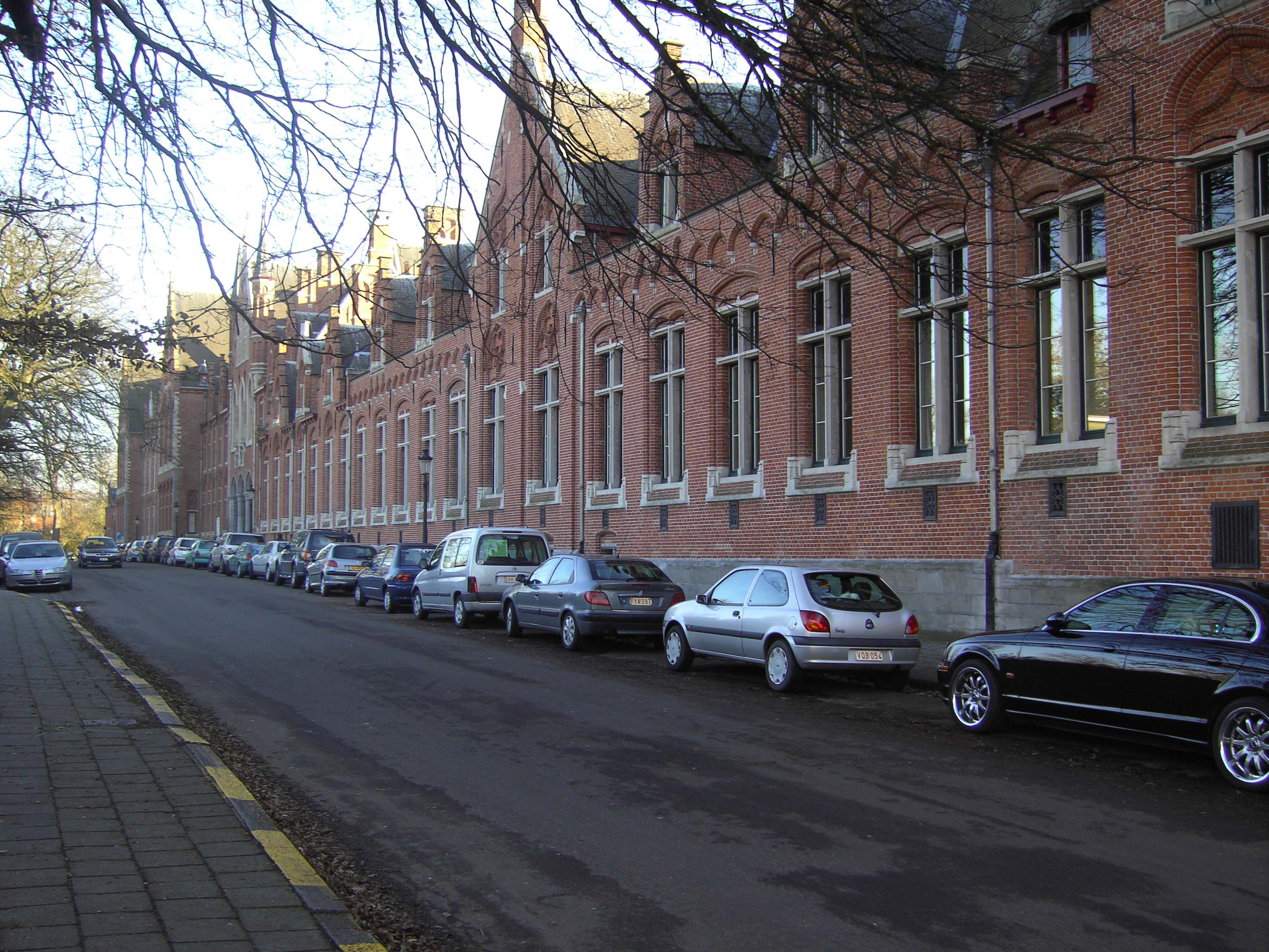
De Minnewaterkliniek aan de Prof. Dr. J. Sebrechtsstraat

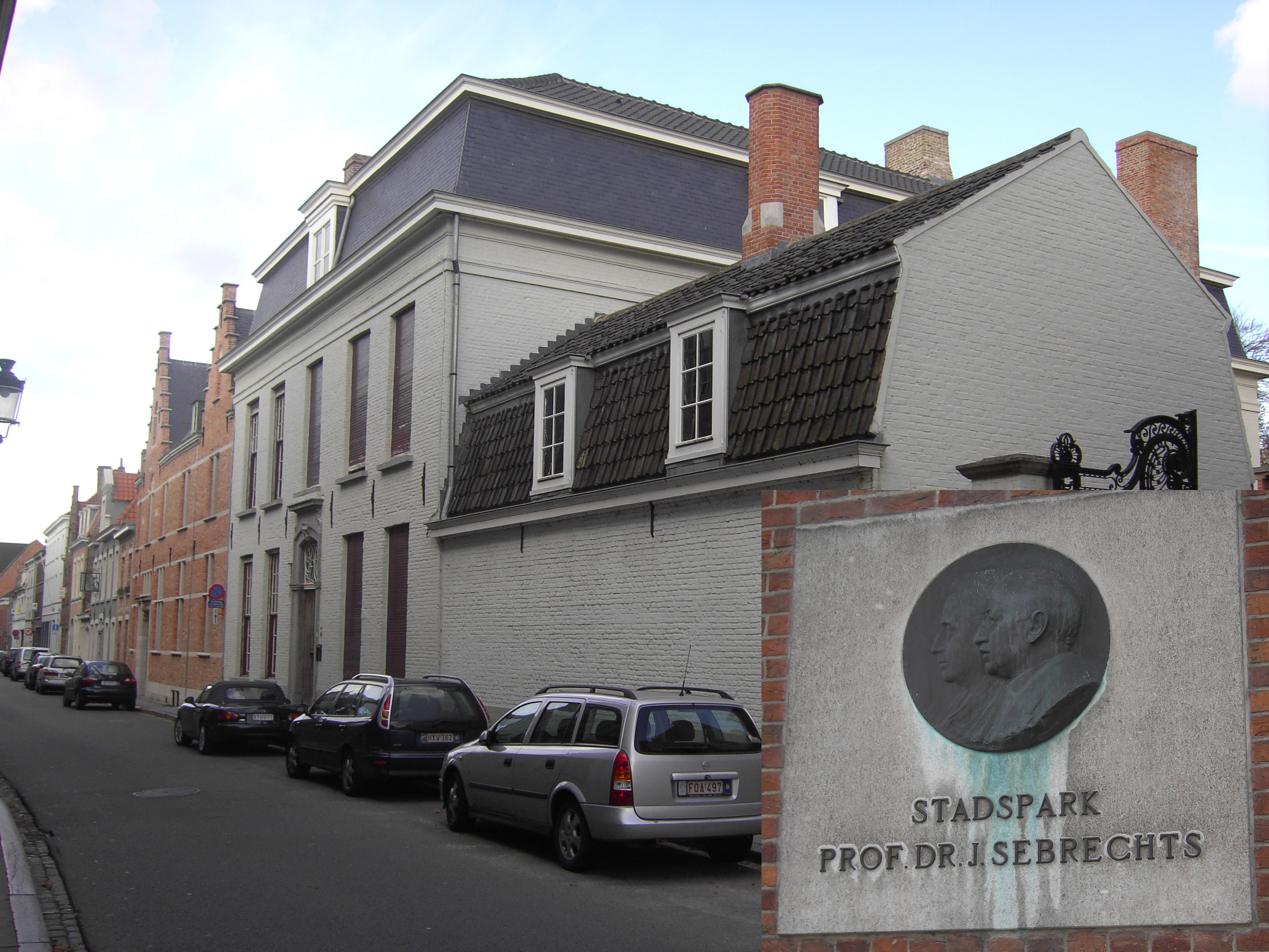
De woning van Joseph Sebrechts

Joseph Sebrechts (Willebroek, 11 februari 1885 - Brugge, 28 maart 1948) was doctor in de geneeskunde, professor en chirurg, verbonden aan een aantal ziekenhuizen in de Belgische stad Brugge.

## Levensloop
Als zoon van een notaris stamde hij uit een familie van geneesheren. Zijn overgrootvader Corneille Sebrechts werd reeds in 1793 gelauwerd vanwege verdiensten in de verloskunde.
Joseph Sebrechts studeerde in Mechelen, in Gent en aan het Sint-Jozefscollege in Aalst (retorica 1902), om in 1908 te promoveren tot doctor in de geneeskunde aan de Katholieke Universiteit Leuven in Leuven. Daar werd hij assistent op de heelkundige dienst bij professor Théophile Debaisieux (1847-1920), om nadien kennis op te doen in Duitsland, Oostenrijk en Frankrijk.
In 1911 huwde hij met Jeanne Van Caillie, de dochter van de vrederechter uit Oostende. Zij werden de ouders van acht kinderen.
Zijn carrière in Brugge begon in 1909 in de Sint-Jozefskliniek, om in 1912 hoofdchirurg te worden in het Sint-Janshopitaal te Brugge. Hij leidde ook een kleine privékliniek naast zijn woning. In 1925 werd hij benoemd tot geaggregeerd professor aan de Leuvense Universiteit. Hij bleef werken tot kort voor zijn dood op 63-jarige leeftijd.
Hij maakte naam door de uitvinding of de verbetering van chirurgische technieken, onder meer in maag-, darm- en rectumchirurgie, in pneumectomie en vooral in de techniek van de ruggenmergverdoving, waar zijn naam blijvend aan verbonden is. 
Deze sociaal ingestelde man, lid van tal van medische commissies en besturen, lag aan de basis van de chirurgie in Brugge en van de ontwikkeling van de anesthesie in het algemeen. 
Hij gaf opleiding aan tal van jonge chirurgen die later succesvol werden.

## Andere activiteiten
Sebrechts was: 
- lid en voorzitter van de Koninklijke Vlaamse Academie voor Geneeskunde,
- ondervoorzitter van het Rode Kruis van België,
- lid van de Hoge Gezondheidsraad,
- lid van de kerkfabriek van Sint-Salvators,
- erelid van de Académie royale de médecine de Belgique.

## Publicaties
- De Techniek van de Rachianesthesie, in: Vlaamsch Geneeskundig Tijdschrift nr. 37 1929
- La rachianesthesia, in: Revue Belge des Sciences Médicales, 1934.
- Spinal anaesthesia, in: British Journal of anaesthesia, 1934.
- Spinal Anaesthesia, in: British Journal of anaesthesia, 1935.

## Eerbetoon
De Gasthuisstraat waarin zich de Minnewaterkliniek bevond, werd na zijn dood tot 'Professor dokter Joseph Sebrechtsstraat' omgedoopt.
De tuin (tussen de Beenhouwersstraat en de Oude Zak) van de voormalige woning van Joseph Sebrechts, is een openbaar park geworden, het Stadspark Sebrechts.
Aan zijn woning in de Beenhouwersstraat hangt een gedenkplaat, gemaakt door de beeldhouwer Joseph Rotsaert.